# 小出英利
小出 英利（こいで ふさとし）は、丹波国園部藩3代藩主。吉親系小出家3代。

## 生涯
2代藩主・小出英知の長男。正室は笠間藩主・井上正利の娘。初名は吉尚。延宝元年（1673年）10月27日、父の隠居により跡を継ぐ。浅草門の普請役や丹後国宮津藩主・永井尚長改易後の宮津城受け取り役を務めた。貞享元年（1684年）に英利と改名する。
宝永2年（1705年）4月22日、次男の英貞に家督を譲って隠居し、正徳3年（1713年）2月17日に55歳で死去した。

## 系譜
- 父：小出英知（1618-1695）
- 母：不詳
- 正室：井上正利の娘
- 生母不明の子女
  - 次男：小出英貞（1684-1744）
  - 三男：小出英雄
  - 四男：小出英治
  - 女子：片桐貞経正室